# 면역관용
면역관용(免疫寬容, 영어: immune tolerance, immunological tolerance, immunotolerance)은 면역 반응을 이끌어낼 수 있는 능력이 있는 물질이나 조직에 대한 면역계의 무반응 상태이다. 이 상태는 특정 항원에 대해 사전에 노출되었을 때 유도되며, 외래 항원이 들어오면 면역에 의해 제거되는 면역 반응과 대조된다. 면역관용의 근원지가 가슴샘과 골수인지(중추), 또는 다른 조직과 림프절인지(말초)에 따라 중추관용과 말초관용으로 분류된다. 각각의 형태의 관용이 생기는 기전은 다르지만 결과적으로 나타나는 효과는 유사하다.
면역관용은 정상 생리를 유지하는 데에 중요하다. 중추관용은 면역계가 자기(self)와 비자기(non-self)를 구별하는 법을 배우는 중요한 방법이다. 말초관용은 다양한 환경 물질(알레르겐, 장내 미생물 등)에 대한 면역계의 과민반응을 예방하는 데 중요하다. 중추관용이나 말초관용이 결핍되면 자가 면역 질환을 유발하여 전신 홍반성 루푸스, 류마티스 관절염, 제1형 당뇨병, 자가면역 다내분비 증후군 1형(APS-1), IPEX 증후군과 같은 다양한 증후군의 원인이 된다. 또한 천식, 알레르기, 염증성 장 질환 발생에 잠재적으로 기여할 수 있다. 그리고 임신 중 면역관용은 어미 동물이 유산을 방지할 수 있을 만큼 충분히 억제된 동종면역 반응을 가지도록 해서, 유전적으로 구별되는 자손을 잉태할 수 있게 해준다.
그러나 면역관용에는 부정적인 면도 있다. 일부 병원성 미생물은 면역관용을 이용해 숙주를 성공적으로 감염시키고 면역계의 공격을 회피할 수 있다. 또한, 다수의 종양은 국소 미세 환경에서 말초관용을 유도하여 숙주 면역계에 의해 제거되는 것을 방지한다.

## 역사적 배경
면역관용 현상은 1945년 레이 데이비드 오웬(Ray D. Owen)에 의해 처음 기술되었다. 그는 같은 태반을 공유하는 이란성 쌍둥이 소가 서로의 적혈구가 안정적으로 혼합되어 존재(반드시 50:50 비율은 아님)하며, 그 혼합물을 평생 유지한다는 점에 주목했다. 오웬은 면역관용이라는 용어를 사용하지 않았지만 그의 연구는 신체가 이러한 외부 조직에 관대하게 반응할 수 있다는 것을 보여주었다. 이 관찰은 1953년 Leslie Brent, Rupert E. Billingham, 피터 메더워(Peter Medawar)에 의해 실험적으로 검증되었으며, 이들은 태아나 신생아 생쥐에 외래 세포를 주입하여 나중에 동일한 외래 기증자의 이식을 수용할 수 있음을 보여주었다. 그러나 그들은 그 당시 그들의 연구의 면역학적 의의에 대해 생각하지는 못했다. 메더워는 이후 1960년 노벨생리의학상을 수상할 때 다음과 같이 밝혔다.
"우리는 오웬이 설명한 현상의 면역학적 결과를 연구할 생각을 염두에 두고 시작한 것이 아니라 반대로 HP Donald 박사의 지시에 따라 일란성 쌍둥이와 이란성 쌍둥이를 구별할 수 있는 확실한 방법을 고안하려고 했습니다..."
그러나 이러한 발견은 면역관용을 유지하기 위해 자가 반응성 림프구가 제거된다는 개념을 최초로 제안한 프랭크 맥팔레인 버넷 경(Sir Frank MacFarlane Burnet)과 프랭크 페너(Frank Fenner)가 공식화한 면역관용 이론에 중대한 영향을 미쳤다. 림프구가 제거된다는 개념은 현재는 클론소거라고 부른다. 버넷과 메더워는 궁극적으로 '후천성 면역관용의 발견'이라는 공로를 인정받았고 1960년 노벨 생리학·의학상을 공동 수상했다.

## 정의와 이용
메더워와 버넷은 노벨상 수상 후 강의에서 면역관용을 '일반적으로 면역학적 반응을 유발할 것으로 예상되는 물질에 대한 무관심, 또는 무반응 상태'로 정의했다. 다른 최신 정의는 이와 거의 동일하게 유지되었다. Janeway's Immunobiology 8판에서는 면역관용을 '다른 조직에 면역학적으로 무반응한 것'으로 정의했다.
면역관용은 신체가 특정 약제에 대한 면역 반응을 감소시키거나 없애는 생리학적 기전도 포함한다. 자기(self)와 비자기(non-self)의 구별, 알레르기 반응 억제, 병원체를 거부하고 제거하는 대신 만성 감염을 허용하는 현상, 모체 면역계가 태아를 공격하는 일을 방지하는 현상 등 여러 현상들을 설명하는 데 이용된다. 일반적으로 면역관용은 항원이 아닌 숙주의 변화로 인해 발생한다. 일부 병원체는 숙주-병원체 공진화(co-evolution)를 통해 독성이 감소하는 쪽으로 진화할 수 있지만. 면역관용은 병원체의 변화를 나타내는 것이 아니라 숙주의 생리적인 변화를 설명하는 데 사용된다. 또한 일반적으로 코르티코스테로이드, 림프독성 화학요법 약제, 치사량 이하의 방사선 등에 의해 인위적으로 유도된 면역억제는 면역관용에 포함되지 않는다. 또한 면역학적 마비와 같은 다른 유형의 무반응도 포함되지 않는다. 면역억제나 마비 같은 경우 숙주에 생리적인 문제가 생기지만 근본적으로 바뀌지는 않는다.
면역관용은 보통 중추관용과 말초관용으로 구분된다. 그러나 '자연적'(natural), 또는 '후천적'(acquired) 관용과 같은 다른 용어들이 생리학적 수단, 인공적이거나 실험적인 수단, 약리학적 수단 등에 의한 관용을 나타내기 위해 때때로 사용되었다. 이 두 가지 분류 방법은 때때로 혼동되지만 동등하지 않다. 중추관용과 말초관용은 모두 자연적으로 존재하며, 실험적으로 유도될 수도 있다. 이 차이를 염두에 두는 것이 중요하다.

## 중추관용
중추관용은 자가반응성 림프구 클론이 완전한 면역 세포로 발달하기 전에 삭제하는 방식으로 생기는 면역관용이다. 가슴샘과 골수에서 T세포와 B세포를 대상으로 발생한다. 가슴샘과 골수의 조직에서 성숙 림프구는 가슴샘속질 상피세포와 가슴샘 수지상세포, 골수세포에 의해 제시된 자가항원에 노출된다. 자가항원이 제시되는 방식에는 내인성 발현, 순환하는 혈액을 통한 말초부위에서의 유입이 있다. 또한 가슴샘 기질 세포의 경우 전사 인자 AIRE의 작용에 의해 가슴샘 이외 조직의 단백질을 발현하여 자가항원을 제시할 수 있다.
자가항원과 강하게 결합하는 수용체를 가진 림프구는 세포자멸사가 유도되거나, 반응성이 없어지는 무반응 상태가 유도된다. 약한 자가반응성을 가지는 B세포 역시 면역 무시 상태로 남을 수 있다. 면역 무시는 자신의 B세포 수용체가 자극되어도 반응하지 않는 상태이다. 일부 약한 자가반응성을 가지는 T세포는 대신 자연적인 조절 T세포(natural regulator T cells, nTreg cells)로 분화한다. 이런 조절 T세포는 말초에서 감시 역할을 하여, T세포 자가반응성이 나타날 잠재적인 경우들을 없앤다.
클론 삭제가 일어나는 문턱값은 B세포보다 T세포에서 훨씬 엄격한데, T세포는 직접 세포를 손상시킬 수 있기 때문이다. 또한 유기체는 B세포가 훨씬 다양한 항원을 인식할 수 있도록 하는 게 다양한 병원체에 대한 항체를 생산할 수 있으므로 더 이득이 크다. B세포는 자가반응성에 더 크게 제한을 받은, 같은 항원을 인식하는 T세포의 확인을 받아야만 완전히 활성화될 수 있으므로 B세포의 자가반응성은 T세포를 통해 간접적으로 점검될 수도 있다.
이런 숙주 조직에 강하게 면역 반응을 일으킬 수 있는 T세포와 B세포가 제거되는 음성선택 과정은 동시에 외래 항원을 인식하는 능력 역시 보존해야 한다. 자가면역을 막는 데 중요한 과정은 림프구의 교육 중에 일어난다. 림프구 발달과 교육은 신생아 시기에 가장 활발하지만, 살아가면서 미성숙 림프구가 계속 생성되기 때문에 끊이지 않고 일어난다. 성인이 되면 가슴샘이 크기가 점점 작아지고 골수가 수축하기 때문에 이 과정이 느려진다.

## 말초관용
말초관용은 T세포와 B세포가 성숙하여 말초 부위 조직이나 림프절로 들어간 후에 발달한다. 말초관용을 형성하는 대부분의 기전은 T세포, 특히 그 중에서도 CD4+ 보조 T세포의 조절에 관여한다. 조절 T세포는 면역 반응을 총괄하고 B세포가 항체를 생산하기 위해 필요한 확인 신호를 B세포에게 보내는 역할을 한다.
정상적인 자가항원에 대해 부적절한 자가반응성이 가슴샘에서 제거되지 않았을 수 있다. 가슴샘에서 떠난 T세포는 상대적으로 안전하지는 않지만, 완전히 이런 자가반응성에서 안전한 것은 아니다. 가슴샘에서 나온 이후로도 일부 T세포가 자가항원에 반응하는 T세포 수용체를 가질 수 있다. 이런 자가항원은 특히 가슴샘 바깥에서 높은 농도로 존재하거나, T세포가 가슴샘 내에서 마주치지 않는 항원일 수 있다. 예를 들어, 췌장의 랑게르한스섬, 뇌, 척수와 같은 조직에 특이적인 분자들은 가슴샘에서 중추관용을 형성하는 가슴샘 조직의 AIRE이 발현하지 않는다. 이런 조직 특이적인 자가항원은 T세포가 가슴샘에서 제시받은 적이 없으므로, T세포 수용체가 부적절하게 결합할 수 있다.
이런 가슴샘 내에서의 음성선택 과정을 피해 가슴샘을 나온 자가반응성 T세포는 (주로 nTreg 세포에 의해) 말초 조직에서 제거되거나 무반응 상태가 유도되지 않으면 세포에 손상을 입힐 수 있다. (위의 중추관용 문단 참고.)
특정 항원에 대한 적절한 반응성도 반복적으로 노출되거나, 특정한 상황에서 노출되었을 경우 관용이 유도되어 사라질 수 있다. 이런 경우들에서 미접촉(naive) CD4+ 보조 T세포가 유도된 조절 T세포(induced regulatory T cells, iTreg cells)로 분화한다. 분화가 일어나는 장소는 말초 조직이나 근처의 림프 조적(림프절, 점막연관림프조직 등)일 수 있다. 이 분화 과정은 T세포 활성화 중에 생산되는 인터루킨 2(IL-2)나, 수지상세포나 다른 항원전달세포, 혹은 특정 상황에서는 주변 조직에서 온 전환성장인자 베타(TGF-β)에 의해 매개된다.
조절 T세포만 말초관용을 매개하는 것은 아니다. 다른 조절 면역 세포에는 조절 T세포와 비슷하지만 구별되는 T세포 아집단들이 있다. 이런 T세포 아집단에는 인터루킨 10(IL-10)을 생산하지만 FOXP3을 발현하지 않는 제1형 조절 T세포(Tr1 세포)나, TGF-β를 분비하는 T 보조 3 세포(Th3 세포), 그 외 면역관용을 유도하는 국소 환경을 조성하는 덜 특징적인 세포들이 있다. 또한 B세포는 B세포 활성화를 약화시키는 비특이적 억제 수용체인 CD22를 발현한다. IL-10과 TGF-β를 생산하는 조절 B세포의 아집단도 존재한다. 몇몇 수지상세포는 T세포의 증식에 필요한 아미노산인 트립토판을 결핍시켜 반응성을 감소시키는 인돌아민 2,3-이산소화효소(IDO)를 생산한다. 또한 수지상세포는 평소 수지상세포에서 제시하는 항원을 인식하는 T세포를 직접 무반응 상태로 유도하는 능력을 가지고 있다. 추가로, 면역특권이 있는 조직에서 발현하는 FasL은 T세포의 활성화 유도 세포사멸(activation-induced cell death, AICD)을 일으킬 수 있다.

### nTreg 세포와 iTreg 세포의 비교
후일 조절 T세포로 분류된, 면역관용에 관여하는 T세포가 처음 알려진 것은 1995년의 연구에서였다. 이 연구에서는 CD4+ CD25+ T세포가 생쥐와 쥐에서 자가면역을 예방하는 데 필수적이고 중요하다는 것을 처음 밝혔다. 처음 관찰에서는 새끼 생쥐의 가슴샘을 하면 자가면역으로 이어지며, 이 자가면역은 CD4+ T세포를 이식하여 없앨 수 있다는 것을 보였다. 더 특이적인 제거-회복 실험 결과 이 자가면역을 방지하는 세포의 표현형이 CD4+ CD25+라는 것까지 밝혀냈다. 이후 2003년의 실험은 조절 T세포가 전사인자 Foxp3의 발현이 특징이라는 것을 보였다. Foxp3는 이 조절 T세포의 억제성 표현형에 중요하다.
조절 T세포가 어릴 때의 가슴샘에 의존적이라는 점이 특징적이었기 때문에, 조절 T세포가 가슴샘에서 유래할 것이라는 주장이 있었다. 그러나 2000년대 중반 이후, 가슴샘 바깥에서 미성숙 T세포가 조절 T세포로 변화한다는 근거가 축적되었다. 이후 이렇게 변화된 조절 T세포는 iTreg 세포이며, 가슴샘에서 유래한 nTreg 세포와 대조된다는 개념으로 분명해졌다. 두 유형의 조절 T세포 모두 자가반응성 T세포의 신호 전달과 증식을 종료시킨다. 이런 억제 기전에는 세포 접촉에 의존적(cell-contact dependent)인 것과 독립적(independent)인 것이 있으며, 각각 다음과 같다.
- 접촉 의존적
  - 접촉 이후의 그랜자임이나 퍼포린 분비
  - 접촉 이후 cAMP 상향조절로 인한 무반응 유도 (증식과 IL-2 신호 감소)
  - T세포의 B7과 상호작용
  - CTLA-4나 림프구기능관련항원 1(LFA-1)과 상호작용 이후 항원제시세포의 보조자극 분자인 CD80/CD86의 하향조정
- 접촉 독립적
  - 세포 기능을 억제시키고 유사 조절 T세포로의 분화 촉진시키는 TGF-β 분비
  - 인터루킨 10 분비
  - 사이토카인을 흡수하여 사이토카인 결핍에 의해 매개되는 세포자멸사를 일으킴

그러나 nTreg 세포와 iTreg 세포는 중요한 몇 가지 서로 구별되는 특징을 가지고 있다. 이 특징들은 이 두 세포가 서로 다른 생리학적인 역할을 가진다는 것을 시사한다.
- nTreg 세포는 가슴샘에서 발달한다. 반면 iTreg 세포는 만성 염증이 발생한 조직, 림프절, 비장, 장연관림프조직(GALT)과 같은, 가슴샘 바깥의 조직에서 발달한다.
- nTreg 세포는 Foxp3- CD25+ CD4+ 세포에서 발달하지만, iTreg 세포는 Foxp3+ CD25- CD4- 세포에서 발달한다. 양쪽 모두 결과적으로는 Foxp3+ CD25+CD4+가 된다.
- nTreg 세포는 활성화될 때 CD28 보조자극이 필요하지만, iTreg 세포는 CTLA-4 보조자극을 필요로 한다.
- nTreg 세포는 대개 자가항원에 특이적이다. 그러나  iTreg 세포는 알레르겐, 공생 세균, 종양 항원, 동종항원, 염증 조직에서의 자가항원을 인식한다.

## 생리학과 의학에서의 면역관용

### 동종이식 면역관용
비자기 항원을 인식하는 면역계는 일반적으로 장기 이식이나 같은 종의 유기체에서 외부 조직을 가져오는 동종이식을 어렵게 만든다. 그러나 동종이식이 수용될 수도 있는 두 가지 일반적인 경우가 있다. 첫째는 세포나 조직이 면역의 감시에서 떨어진 상태인 면역특권이 있는 조직(눈이나 고환)이나, 위험한 염증을 막기 위한 강한 분자적 신호를 가지는 조직(뇌 같은 경우)으로 세포나 조직을 이식하는 경우이다. 둘째는 수여자에서 감작보다 면역관용을 유발하는 방식으로 공여자의 항원에 노출된 적이 있거나, 여러 번의 주사를 통해 관용 상태가 유도된 경우이다. 태아 발달이나 출생 시기 때부터 외래 항원에 장기적으로 노출된 경우, 메더워의 생쥐 동종이식 실험에서 관찰됐듯 중추관용이 세워지는 결과를 낼 수도 있다.  그러나 일반적인 이식 사례에서는 이런 식으로 먼저 항원에 노출시키는 것은 불가능하다. 그럼에도 불구하고 소수의 환자는 모든 외부에서의 면역억제 치료를 멈추고, 수술적 면역관용(operational tolerance)이라고 불리는 동종이식 면역관용을 발달시킬 수 있다. 이식된 장기에 대한 세포독성을 약화시키는 CD8+ CD28- T세포만큼이나, CD4+ Foxp3+ 조절 T세포가 중요한 역할을 하는 것으로 생각된다. 추가로, 자연 살해 세포와 γδ T세포의 면역관용 기능과 관련된 유전자가 간 이식 환자에서의 면역관용의 원인으로 보인다. 이 환자들의 특별한 유전자 시그니처는 환자의 생리가 면역관용이 유도되기 쉬운 쪽으로 변했음을 시사한다.

### 태아 시기 발달
태아는 아버지 쪽의 유전자도 번역하므로 산모와 서로 다른 유전자 구성을 가지고, 이로 인해 산모의 면역계에 의해 외부 물질로 취급된다. 같은 아버지를 둔 여러 아이를 출산한 여성은 일반적으로 아버지의 적혈구와 주조직 적합성 복합체(MHC) 분자에 대한 항체를 가진다. 그러나 태아는 면역관용이 유도된 동종이식편이 되어, 대부분 산모의 거부 반응을 일으키지 않는다. 산모의 조직과 마주하고 있는 태반의 조직은 MHC 단백질을 하향조절해서 면역계의 인식을 피할 뿐 아니라, 적극적으로 말초관용을 유도하는 것으로 여겨진다. 태반의 영양막 세포는 산모의 자연 살해 세포의 공격을 억제하는 특별한 인간 백혈구 항원(HLA-G)를 발현한다. 또한 영양막 세포는 아미노산을 결핍시켜 산모의 T세포를 억제하는 인돌아민 2,3-이산소화효소(IDO)를 발현한다. 아버지 쪽의 항원에 특이적인 산모의 T세포도 면역관용을 형성하는 수지상세포, 활성화된 iTreg 세포, 또는 교차반응하는 nTreg 세포에 의해 억제된다. 일부 산모의 조절 T세포는 염증에 관여하며 반응성 T세포에 항원을 제시하는 수지상세포와 대식세포를 억제하는 용해성 피브리노겐 유사 단백질 2(soluble fibrinogen-like protein 2, sFGL2)을 방출한다. 이런 기전들은 모두 태아를 보호하기 위해 태반에 면역특권 상태를 형성한다. 이 말초관용이 사라지면 유산으로 이어진다.

### 인체에 서식하는 미생물
인간과 다른 많은 유기체의 피부나 소화기관 등에는 미생물의 생태계가 모여 살고 있으며, 이런 미생물 군집을 마이크로바이옴이라고 한다. 포유류에서는 마이크로바이옴이 안전한 곳에만 있도록 유지하는, 미생물 항원을 지속적으로 샘플링하고 제시하는 국소 부위의 수지상세포와 같은 여러 방어 기전이 존재한다. 그러나 대부분의 유기체는 공생하고 있는 미생물에 반응하지 않으며 해당 미생물들에 면역관용 상태를 유지한다. 그러나 병원성 미생물이나 생리적 장벽을 파괴하는 미생물에 대해서는 면역 반응이 시작된다. 예를 들어 iTreg 세포와 면역관용을 유도하는 항원제시세포가 관여하는 말초 점막의 면역관용이 이 현상에 중요한 역할을 하는 것으로 여겨진다. TGF-β와 레틴산을 생산하는 특이화된 장의 CD103+ 수지상세포 효과적으로 장의 림프 조직에서 iTreg 세포의 분화를 촉진한다. IL-10을 생산하는 Foxp3- TR1 세포도 장 내강을 둘러싸는 상피에 다수 존재한다. 이런 면역관용이 파괴되는 것이 크론병이나 궤양성 대장염과 같은 염증성 장 질환의 기저 병태생리학이라고 생각된다.

### 구강 면역관용과 과민반응
구강 면역관용은 입에서 제시된 항원에 의해 유도되는, 장의 점막과 점막연관림프조직에 노출된 상태인 특수한 유형의 말초관용을 가리킨다. 구강 노출에 의해 유도되는 반응 저하는 온몸에 걸쳐 나타나며, 특정 경우에는 과민반응을 감소시킬 수 있다. 1829년의 기록은 아메리카 원주민들이 독성 아이비에 접촉했을 때 나타나는 과민반응을 줄이기 위해 비슷한 붉나무속(Rhus) 종의 잎을 사용했던 것을 보여준다. 그러나 구강 면역관용을 류마티스 관절염이나 다른 과민반응 같은 자가 면역 질환을 개선하기 위한 현대의 연구는 서로 엇갈리는 결과를 내놓았다. 구강 면역관용의 전신성 효과는 광범위한 면역 세포의 재순환으로 인해 점막 면역의 범위가 넓어진다고 설명할 수 있다. 점막 면역관용을 유도하는 세포에서 같은 일이 일어날 것으로 추정된다.
점막 면역관용은 장연관림프조직과 동시에 관련된 마이크로바이옴의 세균 항원에 대한 염증을 제한하는 말초관용과 동일한 기전에 의존적일 수 있다. 또한 점막의 면역관용은 음식 단백질에 대한 과민반응을 예방하는 식으로 진화했다. 구강 면역관용은 지속적으로 들어오는 외부 항원에 의해 계속 자연스럽게 발생하므로 면역학적으로 매우 중요하다.
알레르기와 과민반응은 전통적으로 말초관용 기전이 파괴되었거나 제대로 발달하지 못해 발생한 면역계의 잘못 유도되었거나 지나친 반응이라고 여겨졌다. 대부분의 경우에서 점막 표면의 조절 T세포, 제1형 조절 세포(Tr1), T 보조 3 세포(Th3)는 알레르기 반응을 매개하는 제2형 CD4+ 보조 T세포, 비만세포, 호산구를 억제한다. 조절 T세포의 결함이나, 조절 T세포가 점막에만 존재하는 것은 천식, 아토피 피부염과 관련되어 있다.  구강 면역관용과 다른 반복된 노출을 통해 과민반응을 줄이고자 하는 시도들이 있어 왔다. 조금씩 용량을 늘리면서 알레르겐을 반복적으로 피하 주사나 설하 투여로 투여하는 방식은 알레르기성 비염에 효과적인 것으로 나타났다. 합텐을 형성하여 알레르기 반응을 일으킬 수 있는 항생제를 반복 투여하는 것 역시 어린이에서 항생제 알레르기를 감소시킬 수 있다.

### 종양의 미세환경
면역관용은 돌연변이 단백질과 항원 발현이 변화한 상태로 성장 중인 신생물(종양)이 숙주 면역계에게 제거되는 것을 회피하기 위한 중요한 수단이다. 종양이 기질세포, 혈관, 조직의 대식세포, 다른 침윤된 면역 세포와 같은 변형된 세포들로 구성되어 있으며, 복잡하고도 동적이라는 사실은 잘 알려져 있다. 이런 세포들과 세포들 간의 상호작용은 모두 종양 미세환경을 변화시켜 면역관용 상태를 유도하고, 그 결과 종양이 면역계에 의해 제거되는 것을 회피하는 데에 기여한다. 종양은 T세포 증식과 활성화를 억제하는 대사 효소인 인돌아민 2,3-이산소화효소와 아르지네이스, 그리고 면역관용을 유도하는 리간드인 FasL, PD-1, CTLA-4, B7을 축적하고 있다. 약으로 사용되는 단클론 항체는 이런 리간드를 표적으로 하며, 암을 치료하는 데에 효과적으로 사용되었다. 엑소좀과 같이 종양에서 유래된 소포도 말초관용을 유도하는 iTreg 세포, 골수 유래 억제 세포(MDSCs)와 같은 세포로의 분화를 촉진하는 원인으로 여겨지고 있다. 면역관용을 촉진하는 것에 더해, 미세환경의 다른 요소들도 면역회피를 도우며 종양에 의해 촉진되는 염증을 유도한다.

## 진화
면역관용 발달의 진화적 근거가 완벽히 알려지지는 않았지만, 유기체가 지속적으로 존재하는 항원 자극과 계속 싸우기보다는 적응하기 위해 발달했을 것으로 여겨진다. 일반적으로 면역관용은 침투해 온 물질을 파괴하고 제거하는 대신 숙주의 건강에 침투한 물질이 미치는 영향을 최소화하는 데에 집중하는 대안적인 방어 전략이라고 생각해 볼 수 있다. 면역관용이라는 개념이 원래 사용되었던 식물에서 면역관용은 숙주 건강의 반응 양식으로, 반응 양식 데이터에 들어맞는 선의 기울기로 측정할 수 있다. 면역관용은 다른 유형의 조직 관용도 설명된 바 있지만, 방어 전략의 한 측면을 이룰 수 있다.

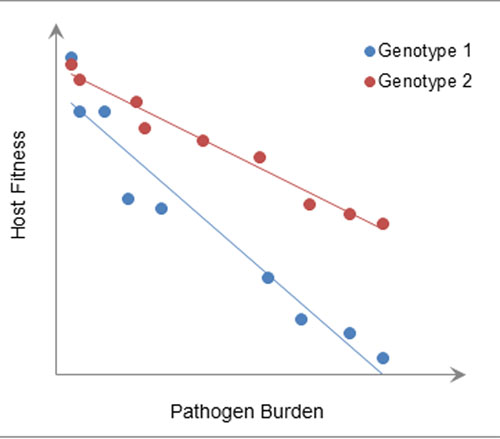
관용의 반응 양식을 그린 그래프.(이후) 유전형 2번의 유기체가 유전형 1번의 유기체보다 병원체에 더 관용적인 것으로 생각된다.

특히 면역관용의 장점은 말라리아에 감염된 생쥐를 가지고 한 실험에서 드러났다. 이 실험에서 더 관용적인 생쥐가 원충의 양이 많아질수록 더 건강 상태가 좋게 나타났다. 추가적으로, 면역관용의 발달은 유기체가 공생 미생물을 얻는 이득을 취할 수 있게 해주었다. 공생 미생물이 유기체 안에 살게 되면 영양 흡수나 병원성이 있는 세균이 군집을 이루기 어려워진다.
면역관용은 면역 반응을 주어진 스트레스원에 대해 적절한 수준으로 조정하는 데에 주로 작용하는 것으로 보이지만, 진화적으로 중요한 단점도 동반된다. 몇몇 감염성 미생물은 이미 존재하는 면역관용 기전을 이용해 숙주 면역계가 미생물을 탐지하고 제거하는 것을 회피하는 이득을 취한다. 예를 들어 위나선균(Helicobacter pylori), 리스테리아 모노사이토제네스(Listeria monocytogenes), 말레이사상충(Brugia malayi), 그 외 다른 기생충이 감염됐을 때 조절 T세포가 유도되는 것이 관찰되었다. 또 다른 면역관용으로 인한 중요한 단점은 암 진행에 취약해질 수 있다는 것이다. 조절 T세포는 종양에 대항하는 자연 살해 세포를 억제한다. 또한 종양 항원에 특이적인 조절 T세포를 주사하면 같은 항원에 기반한 종양의 크기를 줄이는 것을 역전시킬 수 있다. 건강을 지키기 위해 존재하던 면역관용 기전이 종양 성장에 이용될 수 있는 것이다.

### 면역관용과 저항 사이의 대립
면역관용은 저항과 대조된다. 외부 항원에 노출된 후, 항원은 표준적인 면역 반응에 의해 제거되거나(저항), 면역계가 병원체에 적응하여 저항하는 대신 면역관용을 촉진할 수 있다.
저항은 일반적으로 기생충을 죽여 숙주를 보호하지만, 면역관용은 기생충에 어떤 직접적으로 부정적인 영향도 끼치지 않고 숙주에 가해지는 위험을 줄인다. 각 전략은 모두 숙주 건강에 대해서 나름의 단점과 이득이 있다.
|             | 단점 | 이득 |
| ----------- | --- | --- |
| 제거 (저항) | - 통증, 부종, 염증으로 인한 조직 기능 저하 - 염증 매개 물질에 의한 조직 손상 (면역병리학) - 에너지 소모가 큼 - 자가면역, 과민반응, 알레르기의 위험 존재 | - 병원체 수를 줄임 - 독소를 중화시키고 위험한 유기체를 제거 - 계속 기생하는 것을 방지                                                        |
| 면역관용    | - 병원체의 독소나 소화 등에 의해 조직이 직접적으로 손상됨 - 병원체가 체내 에너지와 자원을 소모시킴                                                      | - 면역 반응에 의한 조직 손상이 감소됨 - 병원체 내성을 일으키는 선택 압력이 적음 - 공생이 가능하게 함 - 면역 반응으로 인한 에너지 소모가 적음 |

진화는 숙주 건강을 최적화시키는 쪽으로 작용하였고, 따라서 제거를 일으킬지 면역관용을 일으킬지는 주어진 상황에서 생명체가 가장 이득을 보는 쪽으로 결정된다. 항원이 희귀하고 위험한 침략자로부터 온 경우 이 항원에 관용을 유지하는 것은 손해가 크고, 숙주는 이 항원을 제거하는 것이 좋다. 반대로 이미 숙주가 침투한 유기체를 경험한 적이 있고 이때 무해하다는 것을 알게 되었다면, 이 항원에 염증을 일으키는 등 비용을 내면서 제거하기보다는 관용을 유지하는 것이 장점이 많을 것이다.
면역 저항과 관용 기전을 양쪽 모두 가지고 있지만, 유전적 요인과 환경적 요인으로 인한 개별 생명체의 변이로 인해 각각의 생명체는 모두 관용이나 저항 어느 한쪽으로 전반적으로 기울어져 있을 수 있다. 말라리아에 감염된 생쥐에서 서로 다른 유전적 변형을 가지는 생쥐는 관용이 많은 쪽과 저항이 많은 쪽 모두 존재했다. 또한 자가 면역 질환 환자는 종종 질병에 환자를 취약하게 만드는 특별한 유전자 시그니처와 특정한 환경적 위험 인자를 가진다. 이는 왜 특정 사람들은 자가면역, 알레르기, 염증성 장 질환, 그 외 다른 질환들에 취약하기도 하고, 반대로 강하기도 한지 밝혀내려는 근래의 노력에 대한 대답이 될 수 있다.

## 같이 보기
- 진화의학
- 면역요법